# UFC 251
UFC 251: Usman vs. Masvidal fue un evento de artes marciales mixtas producido por Ultimate Fighting Championship que se llevó a cabo el 11 de julio de 2020 en el Flash Forum en la Isla de Yas, Abu Dabi. Originalmente se llevaría a cabo el 6 de junio en la Perth Arena en Perth, Australia. Debido a la pandemia por COVID-19, el evento fue pospuesto el 9 de abril. A principios de junio se confirmó que éste tendría lugar en Abu Dabi.

## Historia
Se esperaba que el combate por el Campeonato de Peso Wélter de UFC entre el actual campeón Kamaru Usman y Gilbert Burns encabezara el evento. Sin embargo, el 3 de julio se anunció que Burns había sido retirado del combate después de que él y su entrenador Greg Jones, dieran positivo por COVID-19. Jorge Masvidal reemplazó a Burns.
El combate semiestelar fue la revancha por el Campeonato de Peso Pluma de UFC entre el actual campeón Alexander Volkanovski y el excampeón Max Holloway. Se enfrentaron por primera vez en UFC 245, donde Volkanovski derrotó a Holloway por decisión unánime.
Una pelea por el vacante Campeonato de Peso Gallo de UFC entre Petr Yan y el dos veces campeón de peso pluma, José Aldo, tuvo lugar en el evento.
Pedro Munhoz enfrentaría al excampeón de peso ligero, Frankie Edgar. Sin embargo, la promoción decidió programarlos para UFC Fight Night: Kattar vs. Ige cuatro días después del evento.
Un combate de peso pesado entre Marcin Tybura y Alexander Romanov fue programado para el evento. Sin embargo, Romanov fue retirado del evento después de dar positivo por COVID-19 y fue reemplazado por el recién llegado Maxim Grishin.
En el pesaje, Raulian Paiva y Vanessa Melo no dieron el peso correspondiente para sus respectivas peleas. Paiva pesó 129 libras, 3 libras por encima del límite de la división de peso mosca (126 lbs.). Melo pesó 141 libras, 5 libras por encima del límite de la división de peso gallo (136 lbs.). Fueron multados con el 20 y 30% de sus pagos respectivamente y sus combates se llevaron a cabo en un peso acordado.

## Resultados
1. ↑  Por el Campeonato de Peso Wélter de UFC.
2. ↑  Por el Campeonato de Peso Pluma de UFC.
3. ↑  Por el vacante Campeonato de Peso Gallo de UFC.
4. ↑  A Bogatov se le descontaron dos puntos en la tercera ronda por repetidos golpes bajos y un rodillazo ilegal.

## Premios extra
Los siguientes peleadores recibieron $50,000 en bonos:
- Pelea de la Noche: Rose Namajunas vs. Jéssica Andrade
- Actuación de la Noche: Jiří Procházka y Davey Grant